# مارسيل شميلزر

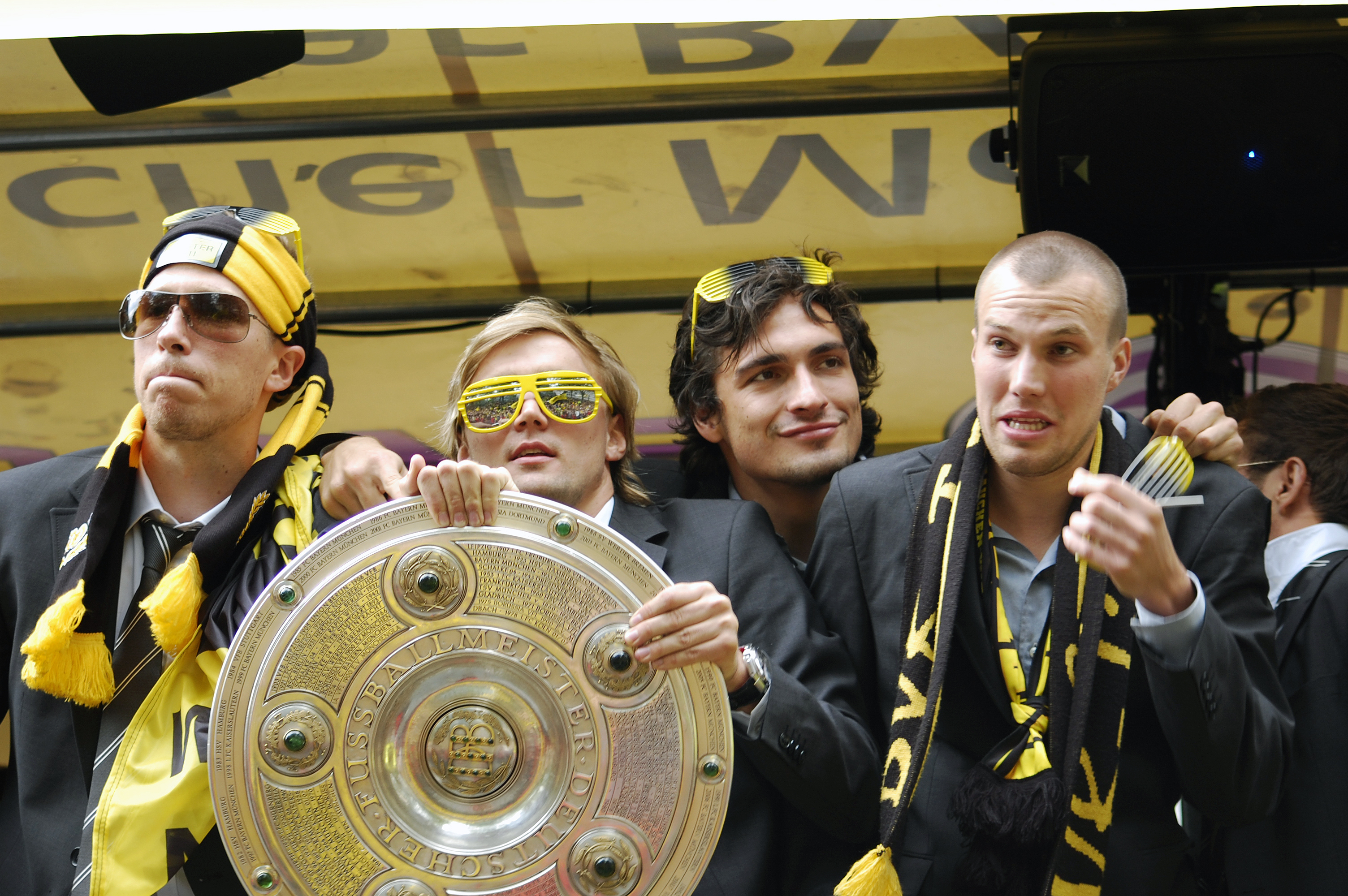
شميلز (الثاني من اليسار) يحتفل بالفوز بالدوري الألماني موسم 2011 مع بوروسيا دورتموند

مارسيل شميلزر (بالألمانية: Marcel Schmelzer) (مواليد 22 يناير 1988 في ماغديبورغ - ألمانيا الشرقية) لاعب كرة قدم ألماني يلعب حاليا لصالح نادي بوروسيا دورتموند الألماني منذ 2005 في مركز الظهير الأيسر .

## مسيرته الكروية
لعب مارسيل شميلزر خلال مسيرته الاحترافية مع ناديين في أربعة عشر موسمًا وسجل خلالها 3 أهداف ضمن 294 مباراة. حيث فاز في موسمين بالكأس وفي موسمين بالدوري.
خاض مارسيل شميلزر مسيرته مع نادي بوروسيا دورتموند ب في موسم 2007–08 ولمدة موسمين، مشاركًا في 36 مباراة ولم يسجل أي هدف. ثم انتقل إلى نادي بوروسيا دورتموند للفورميلا في موسم 2008–09 ليلعب معه اثنا عشر موسمًا، حيث شارك في 258 مباراة سجل خلالها 3 أهداف.

## روابط خارجية
- مارسيل شميلزر على موقع الاتحاد الدولي (مؤرشف)  (الإنجليزية)
- مارسيل شميلزر على موقع الاتحاد الأوربي (الإنجليزية)
- مارسيل شميلزر على موقع إي إس بي إن إف سي (الإنجليزية)
- مارسيل شميلزر على موقع قاعدة بيانات كرة القدم.إي يو (الإنجليزية)
- مارسيل شميلزر على موقع بيانات كرة القدم. دي إي (الألمانية)
- مارسيل شميلزر على موقع ناشيونال فوتبول تيمز (الإنجليزية)
- مارسيل شميلزر على موقع Soccerbase.com (لاعب) (الإنجليزية)
- مارسيل شميلزر على موقع Soccerway.com (الإنجليزية)
- مارسيل شميلزر على موقع عالم كرة القدم.نت (الإنجليزية)
- مارسيل شميلزر على موقع كووورة